# La perillosa vida dels Altar Boys
La perillosa vida dels Altar Boys (títol original: The Dangerous Lives of Altar Boys) és una pel·lícula independent dirigida per Peter Care basada en la novel·la de Chris Fuhrman. Ha estat doblada al català

## Argument
La trama es desenvolupa durant la dècada dels 70, i il·lustra la vida d'uns adolescents, Tim Sullivan (Kieran Culkin) i Francis Doyle (Emile Hirsch); els còmics que llegeixen, fan que trobin una fuita a l'estricta disciplina que pateixen a l'escola de monges catòliques on estudien. Particularment, la major pressió la reben per part de la germana Assumpta (Jodie Foster), qui argumenta estar preocupada per les seves ànimes, però només fastigueja als nois amb renys continus. Tim i Francis, a manera de venjança secreta, la dibuixen com Peg Leg (Cama de fusta), la dolenta principal en les seves historietes, que també reflecteixen  molt la seva impotència i desesperació per la vida a l'escola, i el difícil pas de la infantesa a la maduresa.

## Dibuixos animats
Entre els seus protagonistes està el grup de superherois The Atomic Trinity, conformat per Brakken, The Muscle, Captain Ass-kicker i Major Screw; i al llarg de la pel·lícula, les seqüències dels còmics són recreades amb dibuixos animats amb una atmosfera fosca.
Aquesta combinació coincideix amb l'objectiu de la pel·lícula, ja que a través del treball de Tim i Francis es projecta el conflicte que pateixen en confrontar les seves vides.
Tot es complica quan la germana Assumpta els confisca la carpeta on guarden els seus còmics, que a poc a poc deixaran d'inspirar-se en la vida real per influir en les accions i decisions dels nens, amb unes conseqüències molt desagradables.

## Repartiment
- Emile Hirsch: Francis Doyle
- Kieran Culkin: Tim Sullivan
- Jena Malone: Margie Flynn
- Jodie Foster: Germana Assumpta
- Vincent D'Onofrio: Pare Casey
- Jake Richardson: Wade Scalisi
- Tyler Long: Joey Anderson
- Arthur Bridgers: Donny Flynn

## Al voltant de la pel·lícula
- 2002: Premis Independent Spirit: Millor òpera primera
- En tractar-se d'una producció independent, la seva distribució va ser més aviat modesta; posteriorment la van passar en canals de televisió de pagament.
- Todd McFarlane Productions, va participar aportant dibuixos animats (dirigidas per Ashley Wood) per a diverses seqüències de la història.
- Chris Furman, escriptor de la novel·la en què està basada la pel·lícula, va morir abans de l'estrena de la pel·lícula, i en els crèdits finals es mostra que la pel·lícula està dedicada a ell.
- La cinta va ser classificada per a adults a causa del seu contingut violent, pel llenguatge fort, els temes de sexualitat i abús de drogues per part de menors.
- La pel·lícula va rebre bons comentaris per part de la crítica especialitzada, particularment durant la seva presentació en el Sundance Film Festival, un dels més importants esdeveniments del Cinema independent.